# إيتالو سفيفو
إيتالو سفيفو، واسمه الحقيقي أرون هيكتور شميتز (بالإيطالية: Aron Hector Schmitz)، وُلد يوم 19 ديسمبر 1861 في ترييستي وتوفي في 13 سبتمبر عام 1928 فيها، كان كاتبًا إيطاليًا، ورجل أعمال، وروائيًا، وكاتبًا مسرحيًا، وكاتب قصص قصيرة.
اعتُبر سفيفو، الذي كان صديقًا مقربًا للروائي والشاعر الأيرلندي جيمس جويس، رائدًا للراوية النفسية في إيطاليا واشتُهر بروايته الحديثة الكلاسيكية "ضمير زينو" التي صدرت عام 1923، وهو عمل كان له تأثير كبير على حركة الروايات النفسية.

## حياته
وُلد سفيفو بمدينة ترييستي، التي كانت تتبع الإمبراطورية النمساوية آنذاك (ثم الإمبراطورية النمساوية المجرية من عام 1867 إلى نهاية الحرب العالمية الأولى)، باسم أرون إتوري شميتز وكان والده تاجر زجاج ألماني يهودي وأمه إيطالية، وكان سفيفو أخًا لسبعة أطفال وقد اهتم بالأدب منذ نعومة أظافره، إذ إنه قرأ ليوهان غوته، ولفريدريك شيلر، ولشكسبير، بالإضافة إلى كلاسيكيات الأدبين الفرنسي والروسي.
تحدث سفيفو اللغة الإيطالية باعتبارها لغةً ثانيةً، وكان عادةً ما يتحدث باللهجة الترييستية التي تعد فرعا من اللغة الفينيسية، وقد أرسله وأخاه والدهم الناطق بالألمانية إلى مدرسة داخلية تقع بالقرب من مدينة فورتسبورغ الألمانية.
واصل سفيفو الدراسة بعد عودته إلى ترييستي عام 1880 لمدة عامين إضافيين في المعهد التجاري العالي (بالإيطالية: Istituto Superiore di Commercio)، ثم قطع الدراسة لاضراره إلى تحمل المسؤولية المالية تجاه أسرته بعد إفلاس والده، والعمل موظفا في بنك الاتحاد، وقد كانت هذه الفترة التي امتدت لعشرين عاما إلهامًا لروايته الأولى "حياة".
نشر سفيفو، في تلك الفترة في الصحيفة الاشتراكية المنشورة باللغة الإيطالية لينديبندنت (بالإيطالية: L'Indipendente)، وبدأ في كتابة المسرحيات، التي كان نادرًا ما ينهيها، قبل أن يبدأ في رواية «حياة» عام 1887.
تمسك سفيفو بمبادئ الإنسانوية والاشتراكية الديمقراطية التي جعلته يتجه للسلامية ولتأييد فكرة اتحاد اقتصادي أوروبي بعد نهاية الحرب العالمية الأولى.
تزوج سفيفو في عام 1896 من قريبته من ناحية والدته، ليفيا فينيتشياني وهي لتاجر ابنة تاجر ثري من أصل يهودي وأم كاثوليكية، وأصبح شريكًا لحميه الثري في أعمال طلاء السفن، حيث تخصصت الشركة في صناعة الطلاء الذي استُخدم في السفن الحربية التابعة لسلاح البحرية، ونجح سفيفو في تنمية هذا العمل، فسافر إلى فرنسا وألمانيا وأقام فرعًا للشركة في إنجلترا.
ابتعد سفيفو عن المجتمع اليهودي، إذ عقد قرانه بزوجته ليفيا في زفاف مدني، وبعد زواجهما بفترة قليلة، أقنعته ليفيا بتحويل دينه إلى المسيحية الكاثوليكية ليشاركها في زفاف ديني، وربما كان هذا بعد حملها الصعب. ومع ذلك، كان سفيفو ملحدًا من الناحية الشخصية.
عاش سفيفو جزءًا من حياته في حي شارلتون في جنوب شرق لندن، حيث أدار أعمال الشركة، ووثق سفيفو هذه الفترة من حياته في خطاباته لزوجته التي أشارت إلى الاختلافات الثقافية التي واجهها في إنجلترا آنذاك، وما زال المنزل الذي أقام فيه هناك، وعنوانه الرقم 67 في زقاق كنيسة شارلتون، وعليه لوحة زرقاء تذكارية تشير إلى سفيفو.
شرع في كتابة القصص في عام 1880، واستخدم الاسم المستعار "إيتالو سفيفو"، أي الإيطالي الشوابي (نسبة إلى مقاطعة شوابيا الألمانية) لأول مرة في روايته الأولى "حياة" التي صدرت علم 1892. التي لم تلقى نجاحا كبيرا آنذاك.
نشر روايته الثانية "الكبر" (بالإيطالية: Senilità) في عام 1989 وبدورها لم تلقى نجاحا كبيرا، وفي عام 1919 بدأ في كتابة روايته الأشهر "ضمير زينو" (بالإيطالية: La Coscienza di Zeno) التي نشرت في عام 1923 بتشجيع من الكاتب البريطاني جيمس جويس الذي عاش لفترة في ترييستي وكان صديقا لسفيفو.

### وفاته
كان سفيفو مدخنًا طوال حياته، مثل شخصيته الخيالية الأكثر شهرة زينو. نُقل سفيفو إلى مستشفى موتا دي ليفينزا بعد إصابته في حادث سيارة خطير، وتدهورت صحته هناك بسرعة. ومع اقتراب وفاته، طلب سفيفو من أحد زائريه أن يحضر له سيجارة. ولكن رُفض طلبه. وأجاب سفيفو: «كانت هذه ستكون سيجارتي الأخيرة». توفي سفيفو بعد الظهر في نفس اليوم.

## أعماله الروائية

### مترجم إلى العربية
La coscienza di Zeno، ضمير السيد زينو ، رواية، 1923، ترجمها إلى العربية معاوية عبد المجيد، دار نشر «أثر»، السعودية، 2013

### روايات أخرى
- Una vita، رواية، 1892 (بالعربية: حياة)
- Senilità ، رواية، 1898 (بالعربية: خرف)
- La novella del buon vecchio e della bella fanciulla ، قصة، 1926 (بالعربية: العجوز والجميلة)

## روابط خارجية
- إيتالو سفيفو على موقع IMDb (الإنجليزية)
- إيتالو سفيفو على موقع الموسوعة البريطانية (الإنجليزية)
- إيتالو سفيفو على موقع أول موفي (الإنجليزية)
- إيتالو سفيفو على موقع قاعدة بيانات الأفلام السويدية (السويدية)
- إيتالو سفيفو على موقع ديسكوغز (الإنجليزية)
- إيتالو سفيفو على موقع قاعدة بيانات الفيلم (الإنجليزية)
- إيتالو سفيفو على موقع كينوبويسك (الروسية)